# Deletjärnsåsen
Deletjärnsåsen är ett naturreservat i Eda och Årjängs kommuner.
Reservatet är 52 hektar stort och är beläget 10 km nordost om Karlanda kyrka och 10 km sydväst om Järnskogs kyrka i västra Värmland. Det har varit skyddat sedan 1998.

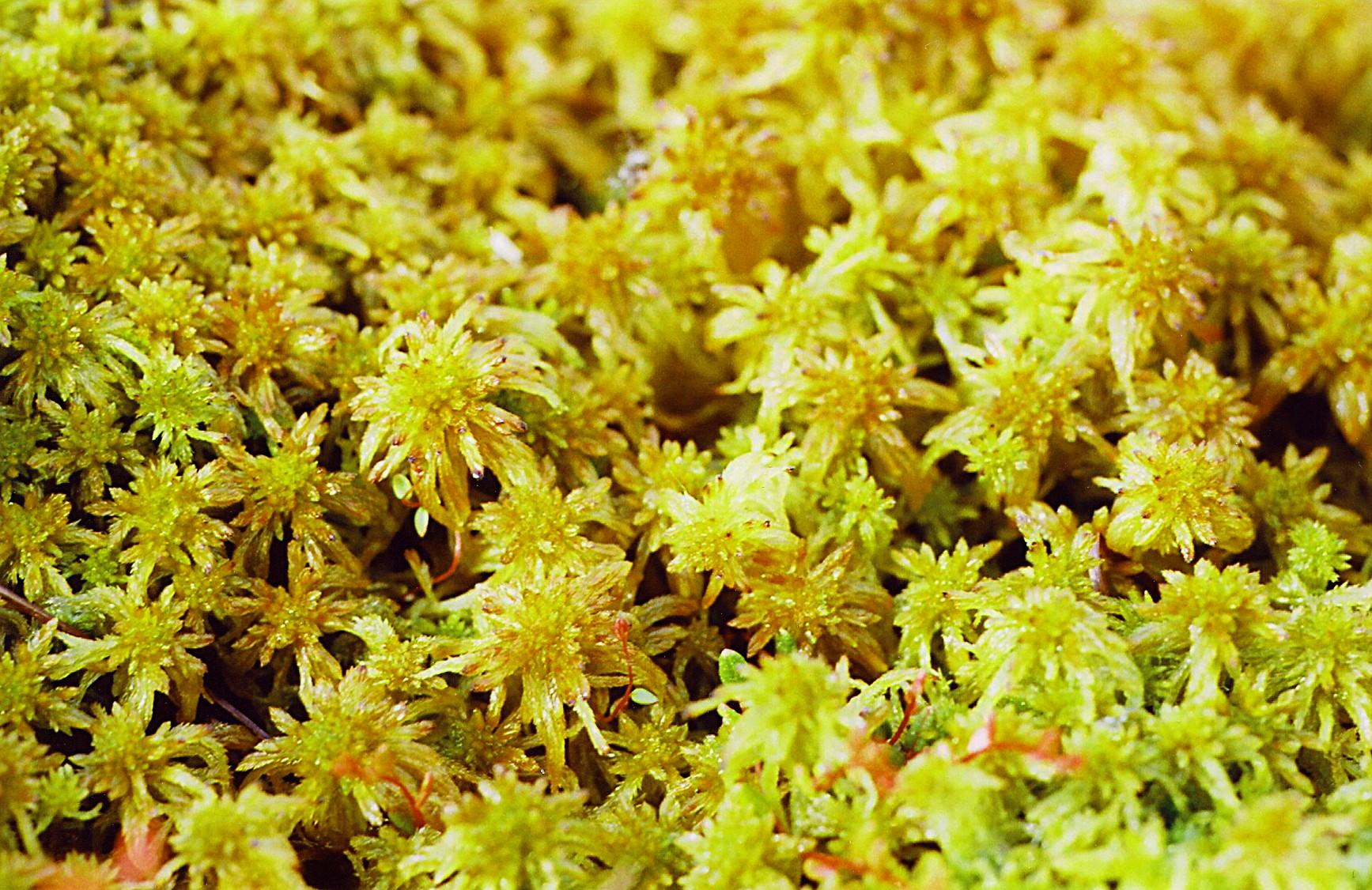
Vitmossa

Terrängen är kuperad med branter och uppstickande berg. I nordostlig - sydvästlig riktning går en sprickdal som kallas Gårdalen. I denna är miljön mycket fuktig. Där växer granskog med vitmossor i bottenskiktet. I reservatets södra del är skogen naturskogsartad med mycket död ved och ett högt inslag av lövträd.
Inom området finns flera hotade arter av lavar, mossor och svampar. Riklig förekomst av död ved ger goda förutsättningar åt vedlevande insekter. Av de förekommande fågelarterna kan nämnas tretåig hackspett, tjäder och järpe.
Området ingår i EU:s nätverk av värdefull natur, Natura 2000.